# Rose Valland
Rose Antonia Maria Valland (Saint-Étienne-de-Saint-Geoirs, 1 november 1898 - Ris-Orangis, 18 september 1980) was een Franse kunsthistorica, verzetsstrijder tijdens de Tweede Wereldoorlog, kapitein in het Franse leger en auteur. 
Na de oorlog werkte ze samen met de Monuments Men om roofkunst te repatriëren. Door de informatie die ze tijdens de Tweede Wereldoorlog had verzameld, konden ongeveer 60.000 kunstwerken worden teruggebracht. Ze werd na de oorlog meermaals onderscheiden voor haar inzet, waardoor ze de meest gedecoreerde vrouw in het Franse leger werd.
Over haar ervaringen publiceerde ze in 1961 het boek Le Front de L'Art: Défense de Collection Française.

## Jeugd en opleiding
Valland werd geboren op 1 november 1898 in Saint-Étienne-de-Saint-Geoirs. Ze was de dochter van hoefsmid François Paul Valland en Rose Maria Viardin. Ze groeide op in een bescheiden milieu in een kleine boerengemeenschap.
Valland werd door haar moeder aangemoedigd om te studeren. Ze kreeg een studiebeurs van het departement Isère om in het hoger onderwijs te studeren. Ze startte met een opleiding tot tekenlerares aan de École Normale d’Institutrices de Grenoble en rondde deze in 1918 af.
Vervolgens begon ze met een kunstopleiding aan de École nationale des beaux-arts in Lyon en voltooide deze in 1922. Daarna zette ze haar studie voort aan de École nationale supérieure des beaux-arts in Parijs waar ze in 1925 afstudeerde.
Aan het École Pratique des Hautes Études, onderdeel van de Sorbonne Université, studeerde ze kunstgeschiedenis en kreeg ze les van onder meer historicus Gabriel Millet, een expert op het gebied van het Byzantijnse Rijk. Ze rondde haar opleiding af met een stuk getiteld Aquilée et les origines byzantines de la Renaissance. In 1931 schreef Valland een essay over de ontwikkeling van de Italiaanse kunst tot Giotto. Voor dit werk ontving ze een speciaal diploma van de École du Louvre.
Haar laatste studie volgde ze aan het Institut d'Art et d'Archéologie. Hier behaalde ze certificaten in de geschiedenis van moderne kunst, middeleeuwse archeologie en Griekse architectuur. Ze ontving een speciale licentie in kunstgeschiedenis en archeologie vanwege haar uitgebreide opleiding.

### Start loopbaan
Valland werd omschreven als een meisje dat er braaf uitzag, maar een sterke persoonlijkheid had. Daarnaast had ze een zeer goed geheugen en een talent voor schrijven. In Parijs voelde Valland zich volledig op haar plek en had ze relaties met verschillende vrouwen. Ze ambieerde een academische loopbaan en in februari 1932 startte ze met een baan als vrijwillig curator bij het Musée du Jeu de Paume in Parijs. Tegelijkertijd werkte ze als kunstdocent om de kost te verdienen. In tegenstelling tot anderen in de museumwereld, kwam ze niet uit een familie met invloed of een prestigieuze achtergrond.
Ze werkte in het museum samen met de curator om tentoonstellingen te organiseren en te assisteren bij administratieve taken, zoals de registratie en beschrijvingen van werken. Toen de curator met wie ze samenwerkte in september 1938 langdurig afwezig was wegens ziekte, nam zij zijn rol over. Kort daarna werd zij officieel benoemd tot assistent-curator. In de herfst van 1939 werd Valland benoemd tot conservatorisch attaché bij de Direction des Musées nationaux; een Franse overheidsinstantie die verantwoordelijk was voor het beheer en de coördinatie van de nationale musea in Frankrijk.

## Tweede Wereldoorlog

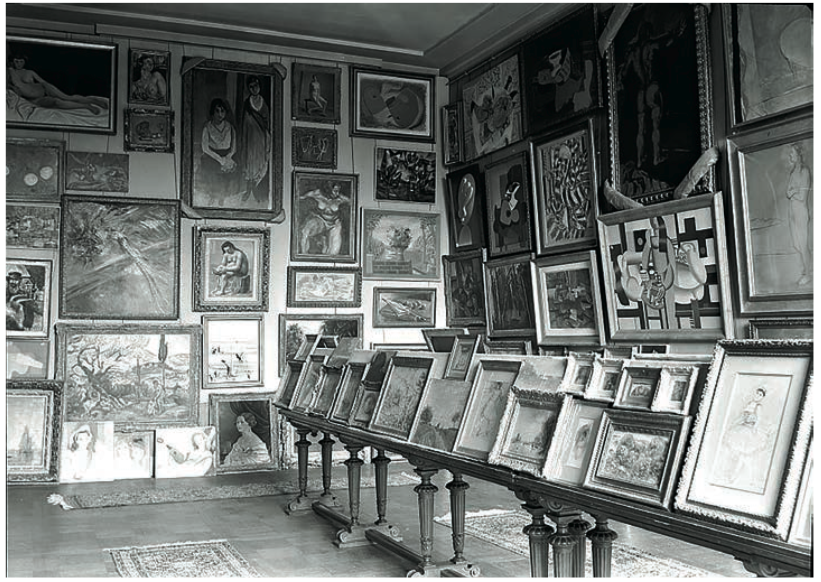
Foto van de Salle des martyrs in het Musée du Jeu de Paume in Parijs (circa 1940). De schilderijen in de foto zijn gestolen voor Einsatzstab Reichsleiter Rosenberg.

Vanaf eind oktober 1940, na de bezetting van Frankrijk door nazi-Duitsland, werd het Musée du Jeu de Paume in gebruik genomen door het Sonderstab Bildende Kunst, onderdeel van de Einsatzstab Reichsleiter Rosenberg (EER). Samen met het Louvre werd het museum een opslagplaats voor gestolen kunst. Vanaf mei 1942 werd het museum tevens gebruikt als depot voor in beslag genomen meubelen die afkomstig waren uit leeggehaalde woningen van Joden.
De kunstwerken waren geconfisqueerd van Franse privéverzamelaars en handelaren, onder wie vele Joden, en waren bedoeld voor Duitse musea, de privéverzameling van Hermann Göring en het geplande Führermuseum in Linz, Oostenrijk. 

### Verzetswerk
Jacques Jaujard, de directeur van de Direction des Musées nationaux, besefte dat Valland dankzij haar functie in een unieke positie verkeerde. Hij instrueerde haar om deze te behouden, zodat ze de kunstroof kon monitoren. Zelf zei ze hierover: 'Ik begreep nog niet zo duidelijk de redenen die mij tot dit besluit brachten, noch op welke manier ik nuttig kon zijn en mijn aanwezigheid kon rechtvaardigen. […] Het enige dat duidelijk was, was mijn vastberadenheid om de plaats niet te verlaten. De instemming van mijn bazen nam de laatste twijfels weg die ik had over wat ik moest doen.'
Valland was na de overname de enige Franse burger die in het depot werkte. Ze hield vier jaar lang gedetailleerde lijsten bij van welke objecten het land verlieten en wie de oorspronkelijke eigenaren waren. Daarnaast luisterde ze gesprekken af, noteerde de plaatsen waar de treinen met geroofde kunst naartoe gingen en stal ze negatieven van foto's die gemaakt waren van de kunstwerken. Soms bleef ze 's nachts in het kantoortje waar ze werkte zodat ze de transportlijsten kon overtypen. De informatie gaf ze vervolgens door aan het Franse verzet.
Naar eigen zeggen hadden de nazi's niet door dat zij hen afluisterde, omdat zij niet wisten dat ze Duits verstond. Valland stelde ook dat ze door hen werd onderschat omdat ze een vrouw was, waardoor ze verwachtten dat ze volgzaam en gehoorzaam zou zijn. In totaal registreerde ze ongeveer 20.000 werken. In juli 1943 was ze de enige getuige van een grootschalige verbranding van moderne kunstwerken. Moderne kunst werd in nazi-Duitsland als minderwaardig beschouwd en was daardoor niet geschikt voor transport.
In augustus 1944, kort voor de bevrijding van Parijs, ontdekte ze een gepland transport naar nazi-Duitsland van 148 kratten met daarin 967 schilderijen. Het betrof werken van Braque, Cézanne, Degas, Dufy, Gauguin, Modigliani, Picasso, Toulouse-Lautrec en Utrillo. Ze gaf de informatie door aan Jaujard die het Franse verzet op de hoogte bracht van het transport. Uiteindelijk wist het Franse verzet twee treinen op het traject voor het transport te laten ontsporen, waardoor de trein vol kunstschatten Frankrijk niet kon verlaten. Hierna werd een groot deel van de kisten door het Franse leger naar het Louvre overgebracht.

## Monuments Men

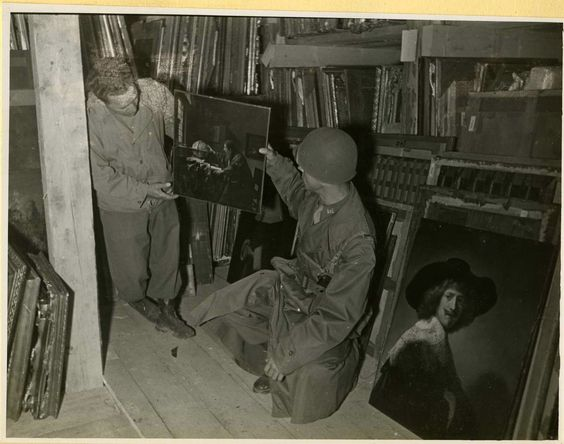
Het schilderij De astronoom van Johannes Vermeer werd teruggevonden in de zoutmijn van Altaussee. Het was oorspronkelijk onderdeel van de collectie van Édouard de Rothschild en was in 1940 door de nazi's gestolen.(1945)

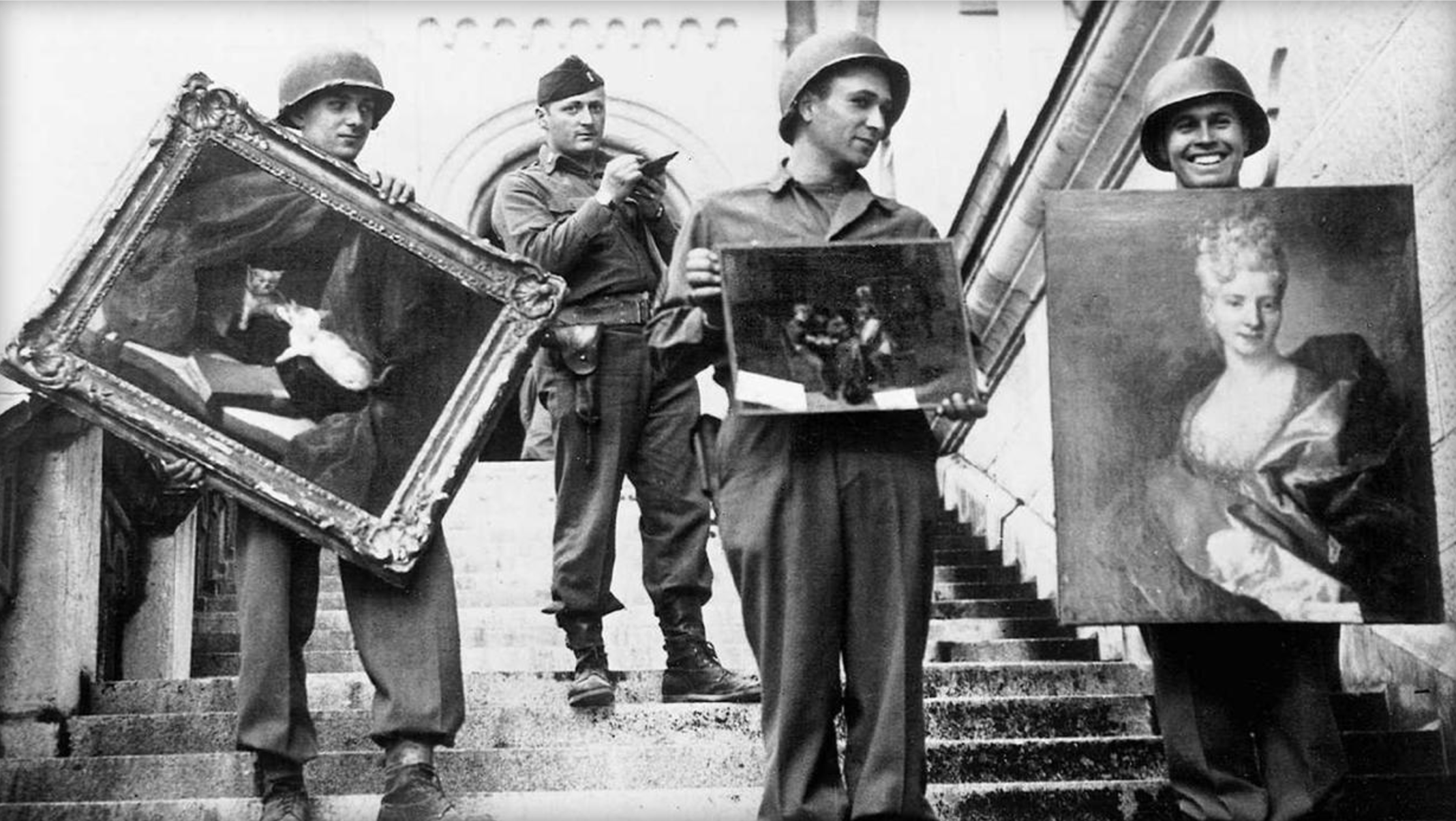
Vier Monuments Men bij Schloss Neuschwanstein (1945)

In augustus 1944 werd Parijs door de geallieerden bevrijd. Tijdens de opstand hield ze bij het museum, gelegen aan de Duitse verdedigingslinie, de wacht. Hoewel het land niet langer in oorlog was met nazi-Duitsland, bevonden zich veel collaborateurs in Frankrijk. Hierdoor was het voor Valland niet direct mogelijk om haar informatie over de gestolen kunstwerken te delen. Kort na de bevrijding werd ze door Amerikaanse militairen opgepakt op verdenking van collaboratie, aangezien ze vier jaar lang in het depot had gewerkt, maar werd snel vrijgelaten.
In november 1944 werd ze secretaris van de Commission de récupération artistique. De organisatie had als doel om geroofde kunstwerken op te sporen en terug te geven aan hun rechtmatige eigenaren. Over een periode van enkele maanden wist Valland een vertrouwensband op te bouwen met kapitein James J. Rorimer die onderdeel was van de Monuments Men. Aan hem overhandigde ze de informatie die ze tijdens de oorlog had verzameld.
In het voorjaar van 1945 vroeg Valland toestemming om zich bij het Franse leger te voegen en te helpen bij de opsporing en repatriëring van geroofde kunst. Op 4 mei 1945 sloot ze zich als Officier Beaux-Arts aan bij het officierskorps van het Eerste Leger van generaal Jean de Lattre de Tassigny. Kort na haar toetreding, op 11 mei 1945, arriveerde ze in Duitsland. Vanaf juli dat jaar was ze contactpersoon tussen de Commission de récupération artistique en de regering in de Franse bezettingszone in Duitsland. Bij haar toetreden tot het leger had ze de rang van luitenant en klom al snel op tot de rang van kapitein.
Dankzij haar documenten werden zes opslagplaatsen ontdekt die gebruikt werden door de nazi's, waaronder een zoutmijn in Altaussee en Slot Neuschwanstein. In het kasteel lagen 20.000 werken opgeslagen die afkomstig waren uit privécollecties van onder meer de bankiersfamilies Rothschild, Kahn en David-Weill, en de kunstminnende familie Bernheim-Jeune. In totaal konden er dankzij Vallands informatie ongeveer 60.000 kunstwerken worden gerepatrieerd. Meer dan zestig treinen vol kunst keerden terug naar Frankrijk. Daarnaast bleken haar documenten zeer waardevol bij het restitutieproces.

## Naoorlogse jaren
In 1945 getuigde ze tijdens het proces van Neurenberg tegen Göring. Ze gaf haar verklaring over de kunstwerken die hij persoonlijk uit Frankrijk had laten weghalen. Ze had hem meermaals in het depot gezien en gedocumenteerd welke werken hij meenam. Zo liet hij eind november 1942 85 stukken, waaronder schilderijen, wandtapijten en meubelen, in zijn privétrein laden.
Vanaf april 1946 was Valland werkzaam in Berlijn als hoofd van de afdeling Schone Kunsten van de afdeling Franse Culturele Zaken. Eind dat jaar werd Valland benoemd tot hoofd van de afdeling Beeldende Kunsten. Hierdoor kreeg ze toegang tot alle bezettingszones in Duitsland en kon ze haar repatriëringsgebied uitbreiden. Datzelfde jaar ontving Valland twee onderscheidingen. Ze kreeg de titel van ridder in de Ordre national de la Légion d'honneur en ontving de Médaille de la Résistance. Twee jaar later kreeg ze tevens de United States Presidential Medal of Freedom. In september 1949 stopten de werkzaamheden van de Commission de récupération artistique.
Van juli 1949 tot en met december 1951 was ze hoofd van de dienst die zich in samenwerking met de Bondsrepubliek Duitsland bezighield met culturele restituties. Tegen 1950 waren 45.000 kunstwerken teruggegeven aan de rechtmatige eigenaren.
In 1952 werd ze aangesteld als curator bij de Musées Nationaux. In maart van het jaar daarna keerde ze terug naar Frankrijk.  Ze ontmoette Joyce Helen Heer, een Britse vertaalster die werkzaam was voor de Amerikaanse ambassade. Het stel ging samenwonen in een appartement aan de Rue de Navarre in Parijs. Later verhuisde ze samen met haar partner naar Ris-Orangis. In 1960 werd ze benoemd tot Commandeur in de Ordre des Arts et des Lettres.
In 1961 publiceerde ze het boek Le Front de L'Art: Défense de Collection Française over haar ervaringen tijdens de Tweede Wereldoorlog. Haar boek was de inspiratiebron voor de film The Train met Burt Lancaster uit 1964.
Valland stopte in 1968 met werken, maar ze bleef zich ook na haar pensionering bezig houden met kunst. Ze werd in 1969 door de Franse overheid benoemd tot officier in de Ordre national de la Légion d'honneur. In 1972 werd ze door de Duitse overheid tevens benoemd tot officier in de Verdienstorden der Bundesrepublik Deutschland.
Valland overleed op 18 september 1980 in Ris-Orangis. Ze werd bijgezet in het familiegraf in Saint-Étienne-de-Saint-Geoirs waar ook haar partner Joyce Heer, die in 1977 was overleden, begraven lag.

## Onderscheidingen
Voor haar inzet werd ze meermaals onderscheiden, waardoor ze de meest gedecoreerde vrouw in het Franse leger werd. Ze ontving de:
- Ridder - Ordre national de la Légion d'honneur (1946)[11]
- Médaille de la Résistance (1946)[11]
- United States Presidential Medal of Freedom (1948)[11]
- Commandeur - Ordre des Arts et des Lettres (1960)[11]
- Officier - Ordre national de la Légion d'honneur (1969)[11]
- Officier - Verdienstorden der Bundesrepublik Deutschland (1972)[11]

## Eerbetonen en vernoemingen
In Frankrijk werden diverse straten naar haar vernoemd, onder meer in Nantes, Parijs, Marcq-en-Barœul, Aulnay-sous-Bois en haar geboorteplaats Saint-Étienne-de-Saint-Geoirs. In haar geboorteplaats werd tevens een school naar haar vernoemd. 
Aan de muur van de woning in de Rue de Navarre, waar Valland woonde, en aan het Musée du Jeu de Paume werden herinneringsplaquettes voor haar geplaatst. In september 2016 werd een standbeeld van Valland onthuld in Marcq-en-Barœul waar ze wordt afgebeeld als verdediger van de kunst. In 2018 verscheen een postzegel met haar beeltenis.
De organisatie Association La mémoire de Rose Valland, die zich inzet om mensen bewust te maken van het werk en de inspanningen van Rose Valland, werd naar haar vernoemd. Daarnaast draagt ook een instituut dat zich richt op de documentatie van van Joden onteigende kunstwerken haar naam. Haar naam wordt tevens gebruikt voor een database van de Musées Nationaux Récupération.

### Media
Valland werd twee maal geportretteerd in een film. Ze werd in The Train (1964) gespeeld door Suzanne Flon. In The Monuments Men (2014) werd de rol vertolkt door Cate Blanchett.

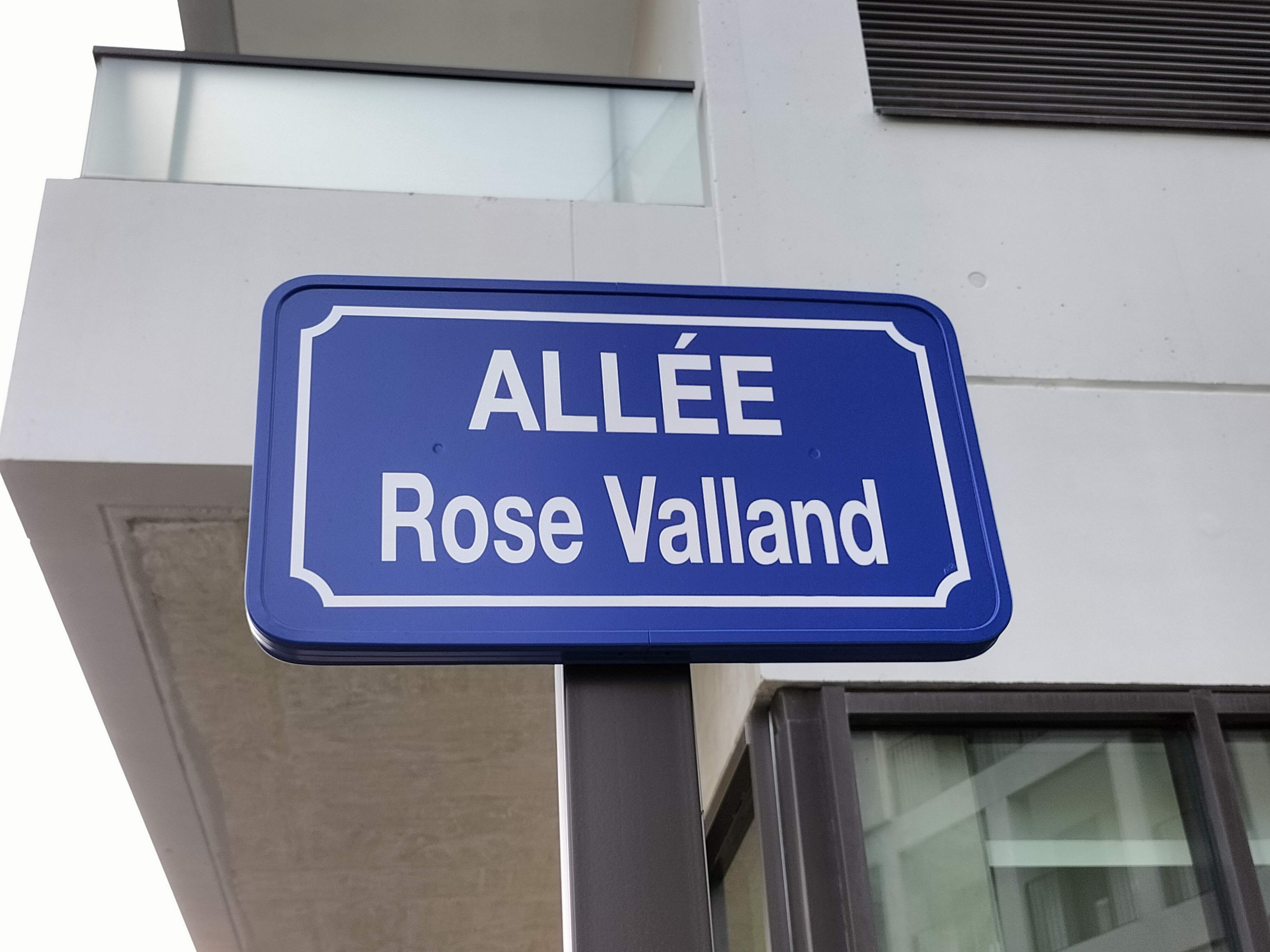
Plaquette Allée Rose Valland, Nantes
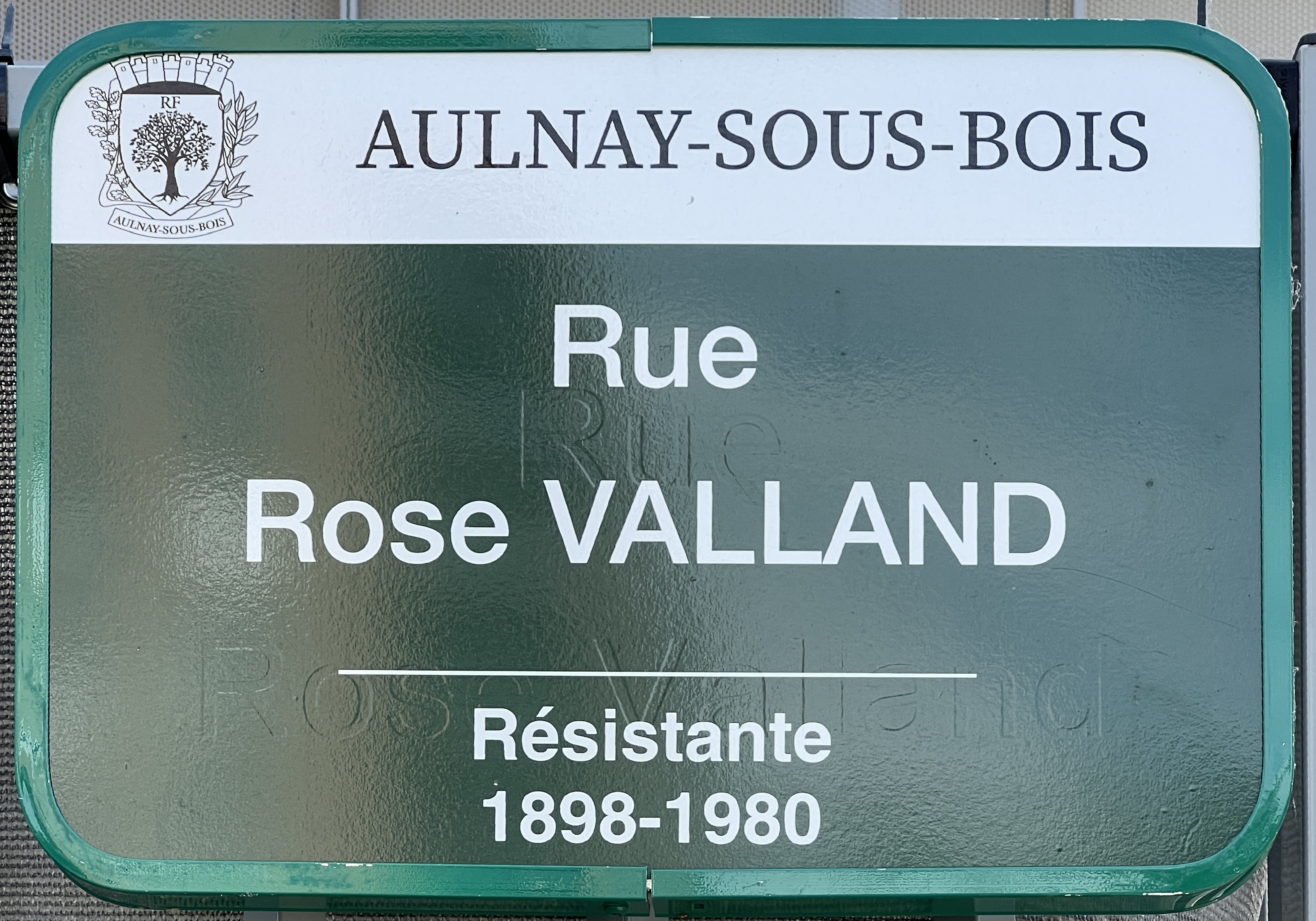
Plaquette Rue Rose Valland - Aulnay-sous-Bois
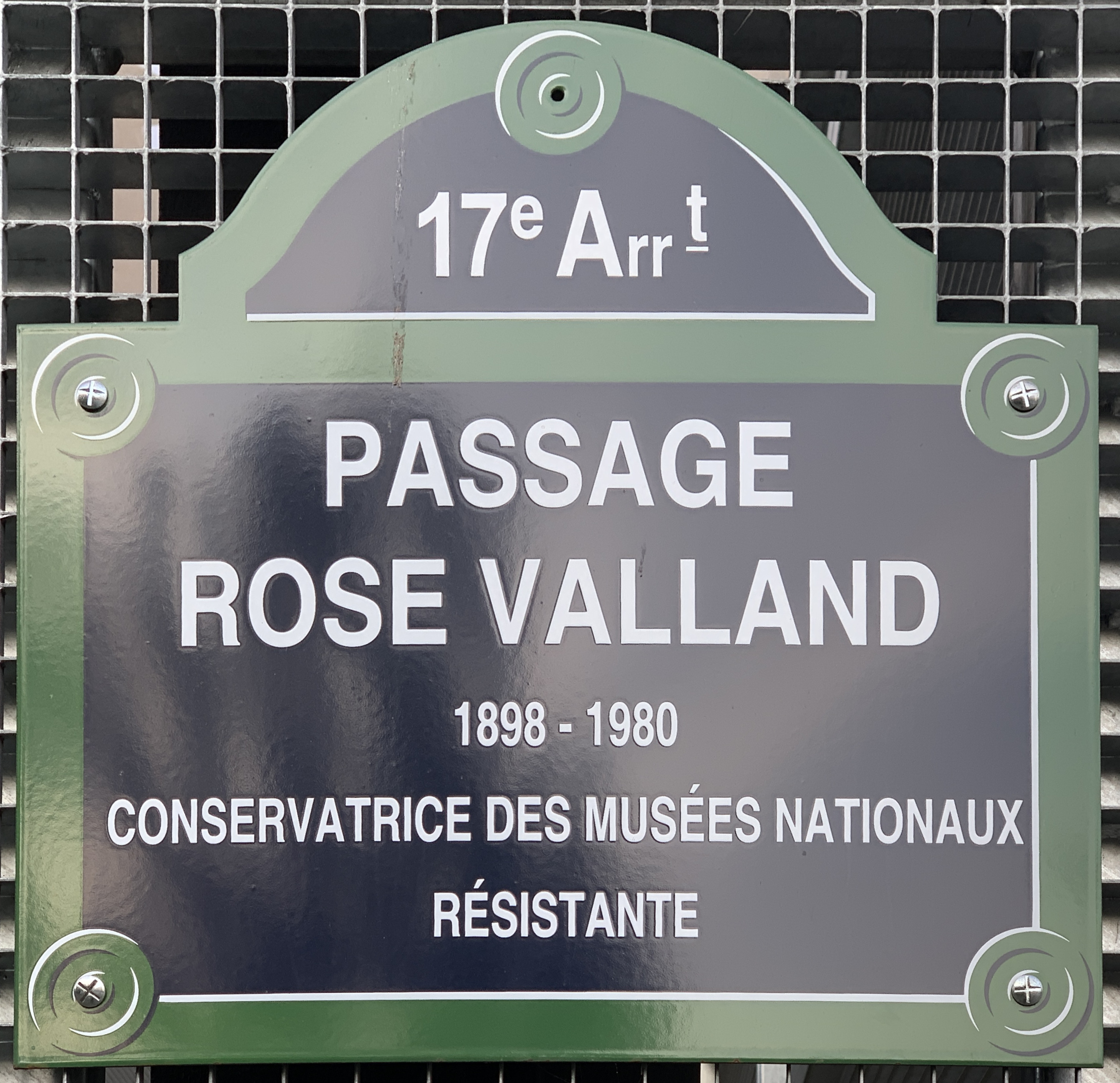
Plaquette Passage Rose Valland, Parijs
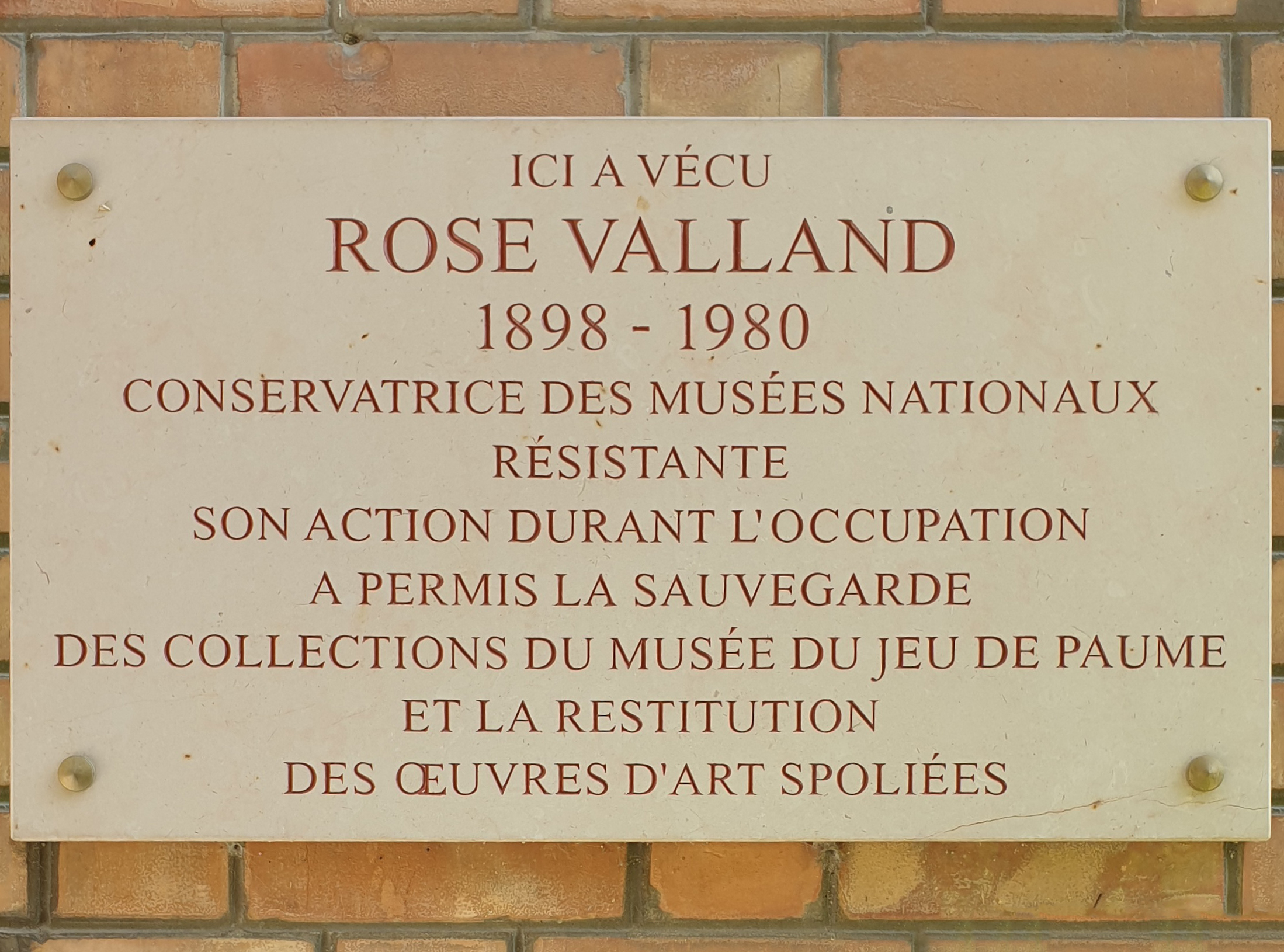
Plaquette voor Rose Valland, 4 Rue de Navarre, Parijs
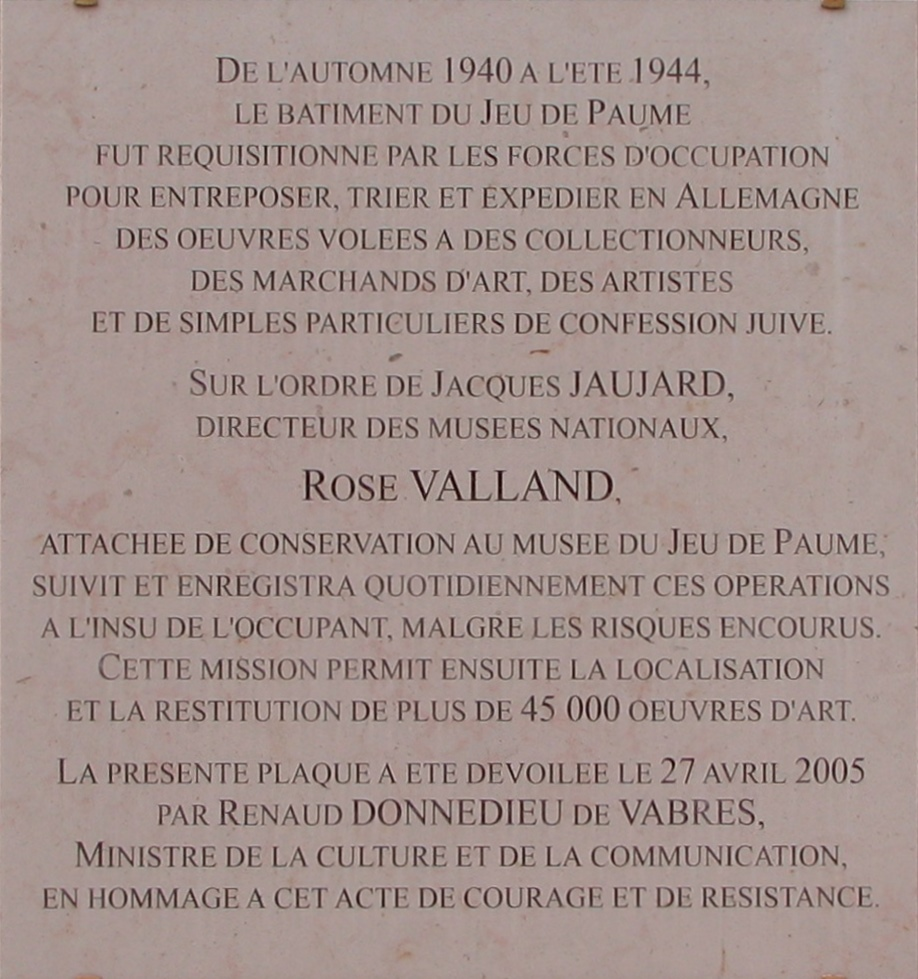
Plaquette voor Rose Valland, Musée du Jeu de Paume
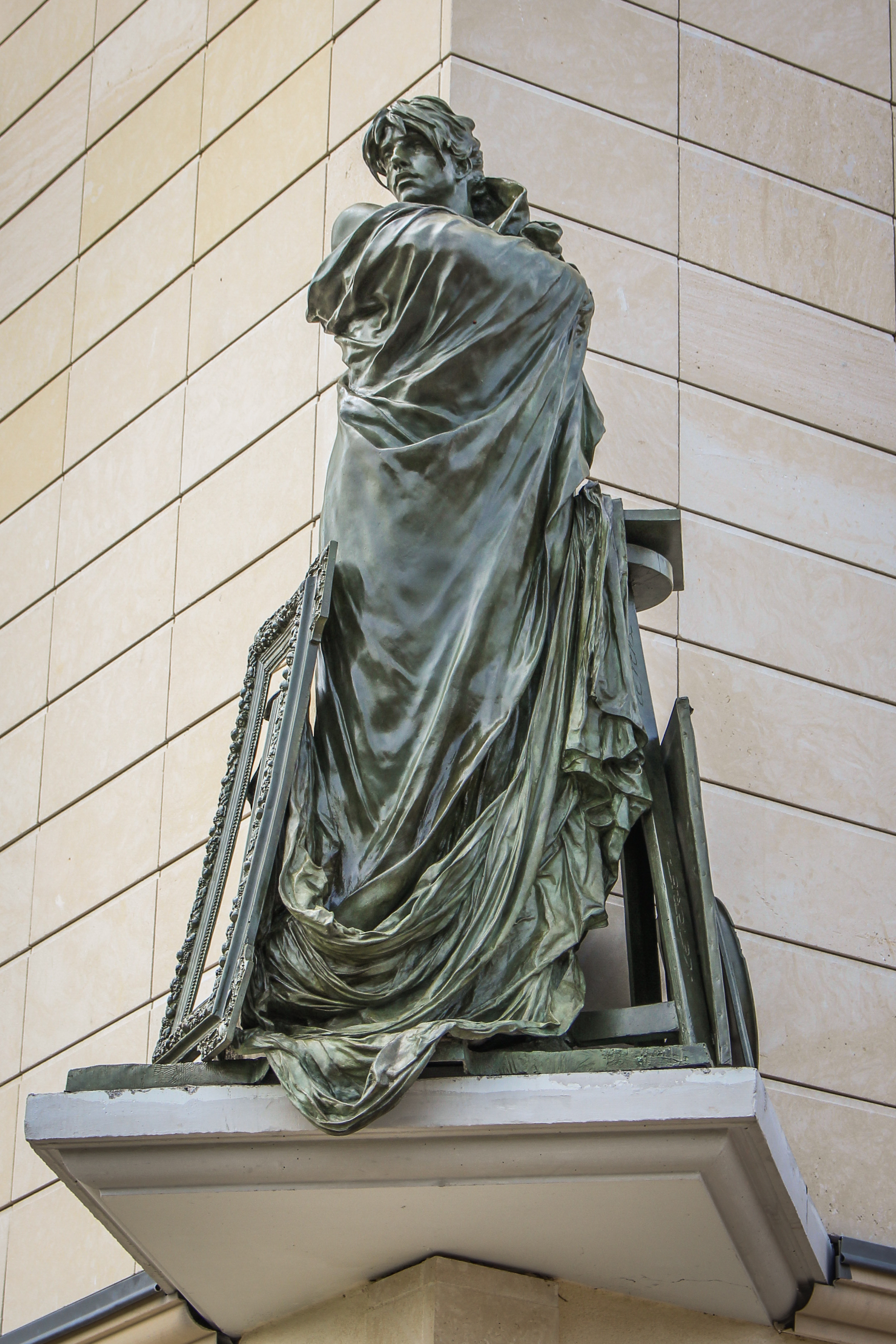
Standbeeld van Valland in Marcq-en-Barœul
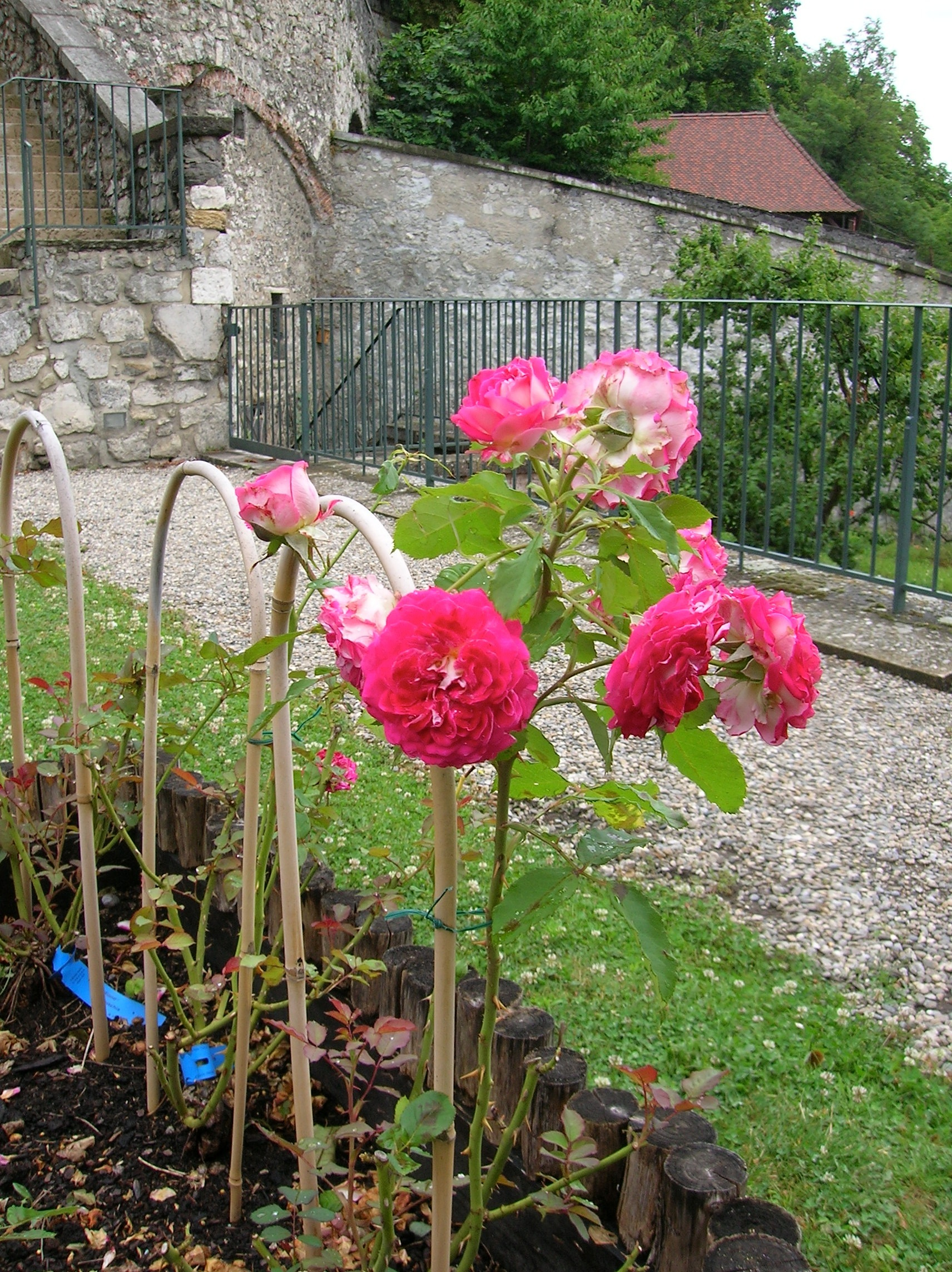
Een roos vernoemd naar Valland